# Surf des neiges Québec

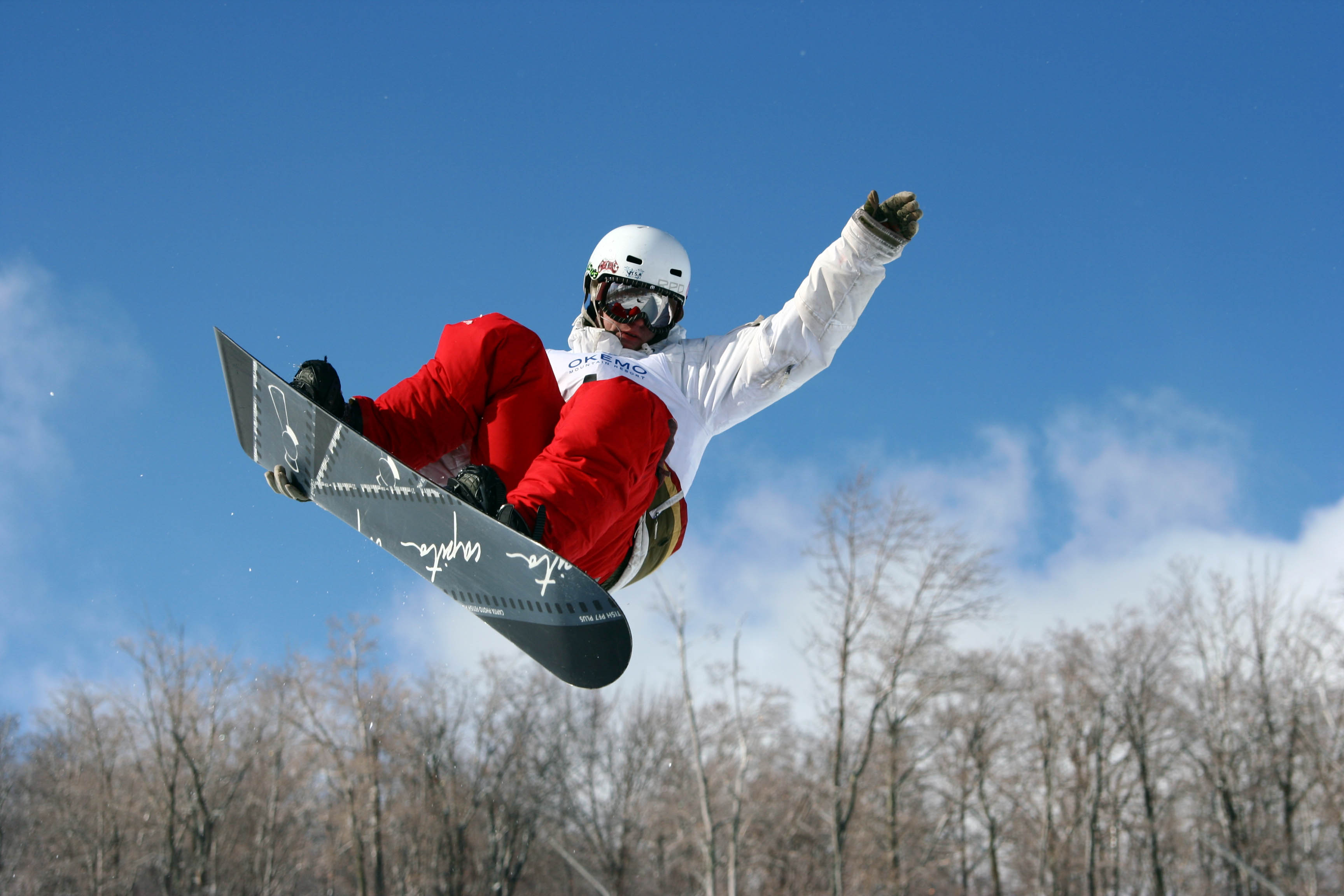
Un adepte du surf des neiges en plein saut

La Fédération de surf des neiges (SNQ), fondée en 1987, a pour but de promouvoir, organiser et sanctionner les compétitions de surf des neiges au Québec, sous la couverture de la Fédération Canadienne de Snowboard (en).  
La SNQ est la représentante officielle du surf des neiges au Québec auprès de toutes les organisations nationales et internationales. Les athlètes qui désirent obtenir des points « FIS » de la Fédération internationale de ski, doivent être membres de la fédération de Surf des Neiges Québec .

## Compétitions
Les équipes sont sélectionnées dans trois disciplines.
- Alpin (slalom et slalom géant). Les planchistes s’affrontent en slalom sur des pistes parallèles. L’épreuve se dispute en deux manches.
- Snowboard cross. Parcours tout terrain (boardercross) chronométré sur piste comportant des bosses, des portes et des virages relevés.
- Style libre.  Demi-lune (Half-pipe) qui représente un demi-tube en neige permettant aux athlètes de réaliser des figures aériennes.